# 八木澤莊六
八木澤 莊六（Yagisawa Souroku, 1944年12月1日—），日本棒球選手、教練，出生於栃木縣今市市，曾經效力於日本職棒羅德獵戶星隊，於1979年退休，生涯通算71次勝投。